# Droga wojewódzka nr 474
Droga wojewódzka nr 474 (DW474) – droga wojewódzka w Gdyni. W jej skład wchodzą ulice: Wielkopolska i Chwaszczyńska. Ma ona także znaczenie w dojeździe mieszkańców południowych dzielnic Gdyni do centrum.